# 各務原市立緑苑小学校
各務原市立緑苑小学校（かかみがはらしりつ りょくえんしょうがっこう）は、岐阜県各務原市緑苑北一丁目にある公立小学校。

## 概要
- 各務原市鵜沼地区の新興住宅団地「緑苑」が出来たことにより各務原市立鵜沼第一小学校の児童数が増加。その解消のために開校した小学校である。計画当初は「各務原市立鵜沼第四小学校」と名づけられる予定であった。
- 通学区域（自治会名による）は、緑苑南1丁目、緑苑南2丁目、緑苑南3丁目、緑苑西1丁目、緑苑西2丁目、緑苑西3丁目、緑苑西4丁目、緑苑北2丁目、緑苑北3丁目、緑苑中1丁目、緑苑中2丁目、緑苑中3丁目、緑苑東第1、緑苑東第2、緑苑東第3、緑苑東第4、緑苑東第5、緑東第1、緑東第2、南陽台であり[1]、公立中学校の場合の進学先は各務原市立緑陽中学校である[2]。
- 通学区域の住民の高齢化、少子化が著しいこともあり、令和7年度の児童数は102名の小規模校である。各務原市は学校規模の適正化を図る取組のひとつとして、小規模校へ市内全域からの就学を認める小規模特別認定校制度を令和5年度から導入し、緑苑小学校が対象校の一つである[3]。

## 沿革
- 1976年（昭和51年） - 各務原市立鵜沼第一小学校から分離し、開校。
- 2023年（令和5年） - 小規模特認校に指定される。

## 交通機関
- 岐阜バス 緑苑八木山線「緑苑小学校前」バス停下車、徒歩3分
- 各務原市ふれあいバス 鵜沼線・東西線朝夕便「緑苑東」バス停下車、徒歩10分